# Opius affinis
Opius affinis är en stekelart som beskrevs av Maximilian Spinola 1851. Opius affinis ingår i släktet Opius och familjen bracksteklar. Inga underarter finns listade i Catalogue of Life.